# Tourisme en Indonésie

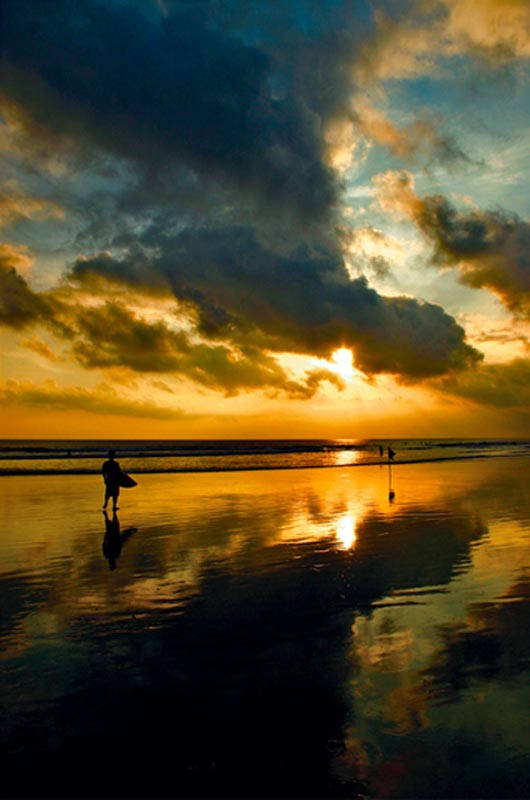
Plage de Jimbaran, Bali.

Le tourisme en Indonésie est une composante importante de l'activité économique de ce pays, dont il est l'une des principales sources de devises. Il ne représentait toutefois que 3 % du PIB indonésien en 2011, alors qu'au niveau mondial sa contribution est de 9 %.
Avec 13 466 îles, la seconde plus longue côte au monde, 1 340 suku (groupes ethniques) enregistré lors du recensement de 2010 et plus de 700 langues parlées et un climat tropical, ainsi qu'une nature et une culture très diverses qui sont les composantes majeures du tourisme en Indonésie.
Actuellement, le tourisme en Indonésie est géré par le Ministre de la Culture et du Tourisme. Des campagnes touristiques internationales ont été concentrées largement sur l'aspect destination tropicale, avec comme pour image le sable blanc des plages et l'imagination de ciel bleu. Les stations balnéaires et hôtelières furent développées dans quelques îles indonésiennes, avec les îles de Bali, comme destination principale. le tourisme culturel est aussi une partie importante de l'industrie touristique du pays. Les temples de Toraja, Prambanan et Borobudur, Yogyakarta et Minangkabau sont des destinations connues pour le tourisme culturel. 
Depuis 2000, chaque année, environ 5 millions de touristes étrangers ont visité l'Indonésie. Mais c'est surtout le tourisme intérieur qui est en plein essor, en raison d'une solide croissance économique et l'émergence d'une nombreuse classe moyenne.
Sa situation en Asie du Sud-Est, où se trouvent trois des sept plus actifs aéroports d'Asie (Jakarta, 10e aéroport mondial et 1er aéroport de la région en 2012, Bangkok et Singapour), fait de l'Indonésie un pays facile d'accès. Outre l'aéroport de Jakarta, les principales portes d'entrées aériennes internationales d'Indonésie sont Denpasar sur l'île de Bali, Surabaya dans l'est de l'île de Java et Medan dans le nord de l'île de Sumatra. L'ancienne ville royale de Yogyakarta, qui permet d'accéder aux grands temples de la période hindou-bouddhique du centre de Java, est reliée à Kuala Lumpur en Malaisie et à Singapour.
Cependant, le développement du tourisme international s'est quelquefois heurté aux populations locales, ce qui a créé des critiques envers l'industrie touristique indonésienne. La plupart des conflits apparentés aux possessions terriennes, aux traditions locales et à l'impact du développement touristique sur les populations locales. Sur d'autres zones, le tourisme en Indonésie fait face à d'importantes menaces. Depuis 2002, plusieurs alertes ont été lancées par quelques pays concernant des menaces terroristes et des conflits religieux et ethniques qui se déroulent dans certaines parties du pays, et qui réduit de manière significative le nombre de visiteurs étrangers.

## La mer
Plus grand archipel du monde, l'Indonésie possède quelque 18 000 îles, d'innombrables plages, de nombreux récifs de coraux. Certains estiment que l'archipel indonésien possède la plus grande biodiversité marine du monde.

### Compétitions nautiques
Chaque année se tient Sail Indonesia, rallye de yachts de Darwin (Australie) à Kupang (ouest de Timor).

## La nature

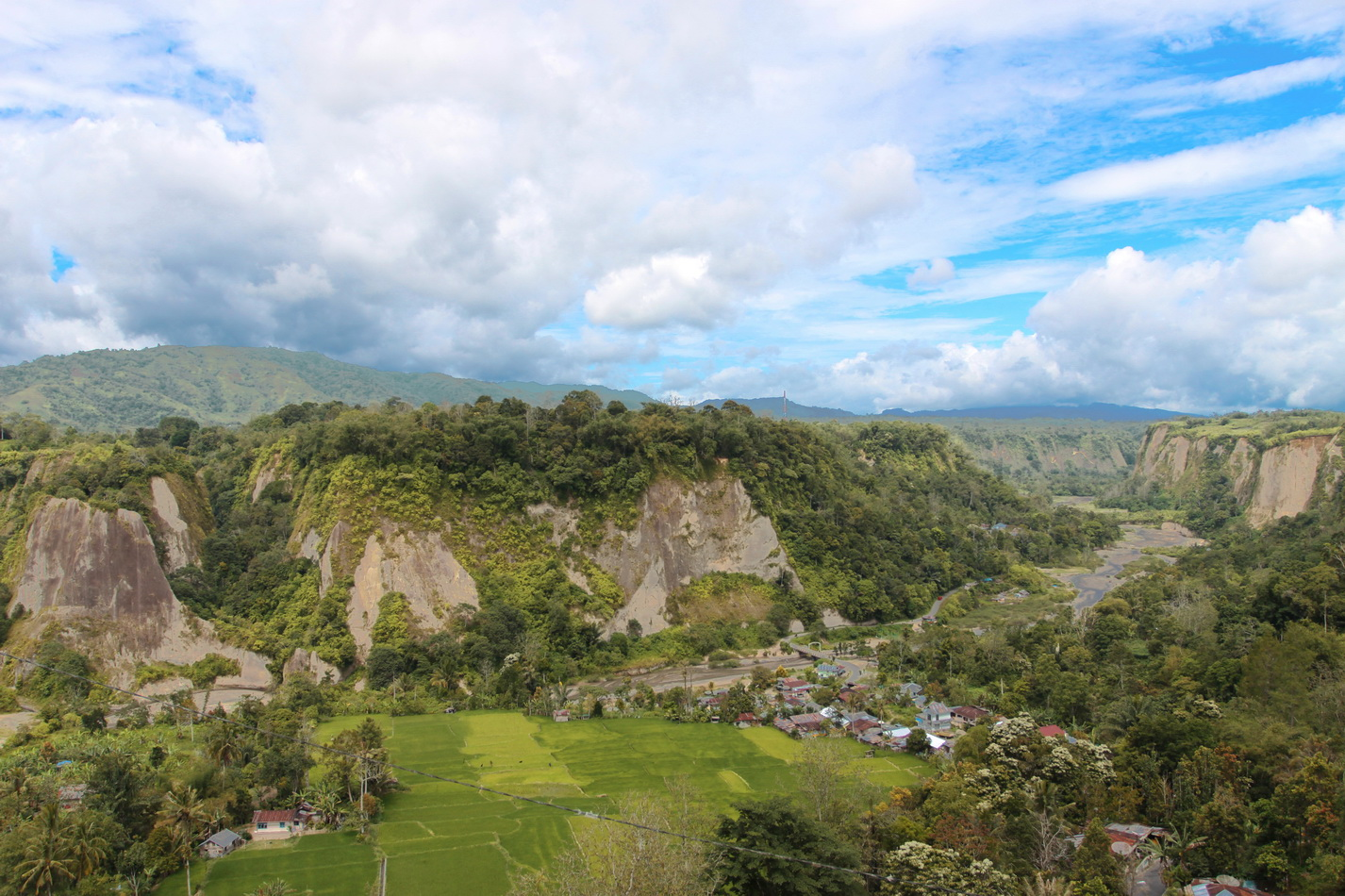
Le canyon de Sianok en Bukittinggi, Sumatra occidental

À cheval sur l'équateur, l'archipel jouit d'un climat chaud et humide tout au long de l'année. Une grande partie de son territoire est encore couverte de forêts tropicales, elles aussi siège d'une grande biodiversité. Le gouvernement a ainsi créé de nombreux parcs nationaux. En outre, située sur la ceinture de feu du Pacifique, l'Indonésie possède de nombreux volcans, dieux terribles qui apportent fertilité et prospérité pour les Indonésiens, objet de curiosité pour les touristes.

## La culture
Nation d'une grande diversité ethnique, l'Indonésie possède encore de nombreuses traditions culturelles vivantes, avec leur architecture, leurs danses, leur musique, leur artisanat. Carrefour culturel, l'Indonésie a une histoire qui a laissé de nombreux monuments religieux, notamment bouddhistes et hindouistes.

## Statistiques
Le tourisme intérieur indonésien est de loin le segment de marché le plus important. Depuis le début des années 2000, c'est ce tourisme que les acteurs indonésiens promeuvent. La concurrence est rude entre les compagnies aériennes à bas coûts comme Adam Air, Batavia Air et Lion Air, mais aussi Citilink, la filiale à bas coûts de Garuda Indonesia, la compagnie nationale. Le ministère du Travail a récemment promulgué une loi facilitant les "ponts", durant lesquels les vols et les hôtels sont pleins.
Les visiteurs étrangers doivent donc tenir compte de ce facteur. La définition de "visiteur étranger" est celle de l'Organisation mondiale du tourisme, à savoir toute personne qui se rend dans un pays autre que celui de sa résidence, pour une période inférieure à 12 mois, avec un objectif autre que l'exercice d'activité rémunérée dans le pays visité. Cette définition inclut les passagers de voyages de croisière. Elle inclut également les cadres d'entreprise et hommes d'affaires qui entrent dans le pays pour des réunions d'affaires. En revanche, cette catégorie ne comprend évidemment pas les Indonésiens, ni les étrangers résidant en Indonésie qui reviennent de l'étranger.
L'Indonésie a reçu 5 millions de visiteurs étrangers en 2005. Les dépenses moyennes par visiteur ont été de 904 $ US, une baisse par rapport aux 1 053 $ US de 2001. La durée moyenne de leur séjour a été de 9,05 jours, ce qui représente également une baisse par rapport aux 10,5 jours de 2001. Les revenus représentent 4,6 milliards de $ US, soit le 3e poste hors pétrole et gaz, après le bois et produits dérivés, et le textile et le vêtement.
| Année | Visiteurs étrangers | Durée moyenne de séjour (jours) |
| ----- | ------------------- | ------------------------------- |
| 2012  | 8.064.217           | 12,26                           |
| 2013  | 8.869.520           | 10,49                           |
| 2014  | 9.407.700           | 9,79                            |
| 2015  | 9.767 021           | 9,69                            |
| 2016  | 11.521 165          | 9,47                            |
| 2017  | 14.046.964          | 9,05                            |

L'Indonésie a retrouvé le niveau d'arrivées de 1996, année qui précède celle de la crise économique asiatique. En 1997, le nombre d'arrivées avait connu une légère croissance (3 %).  L'année suivante, le nombre d'arrivées a subi une chute brutale de -11,2 %. Ce chiffre peut être comparé à celui de la chute du produit intérieur brut (PIB) cette même année, -13,1 %. Puis, le nombre d'arrivées a renoué avec la croissance, pour chuter de nouveau en 2002, l'année suivant les attentats du 11 septembre 2001 aux États-Unis (-2,3 %), et en 2003, celle suivant l'attentat de Bali. En 2004, ce nombre a retrouvé une croissance impressionnante (19 %). Cette année-là, l'Indonésie a reçu 5,3 millions de visiteurs, un record historique. Puis, il a de nouveau chuté en 2005, année qui a suivi celle du tsunami et où l'Indonésie a subi diverses catastrophes (-6 %).
Les Asiatiques représentent 70 % des arrivées, Singapour, la Malaisie, le Japon et la Corée du Sud étant les premiers marchés. Les Européens sont le 2e groupe avec (16 %), avec comme principaux marchés le Royaume-Uni, la France, l'Allemagne et les Pays-Bas.
| Région       | Nombre     | Pourcentage |
| ------------ | ---------- | ----------- |
| ASEAN        | 3 364 865  | 24 %        |
| Reste Asie   | 4 532 865  | 33 %        |
| Europe       | 1 798 000  | 13 %        |
| Australie    | 1 364 754  | 9 %         |
| Amériques    | 875 764    | 5 %         |
| Moyen-Orient | 324 000    | 2 %         |
| Afrique      | 154 865    | 1 %         |
| Total        | 14 046 964 |             |

En 2005, le principal point d'entrée des visiteurs étrangers était l'aéroport international de Denpasar à Bali (29 % des arrivées), suivi de l'aéroport international de Jakarta Soekarno-Hatta (22 %) et le port de Sekupang sur l'île de Batam (21 %) près de Singapour (avec l'île voisine de Bintan, lieu de villégiature pour les habitants de Singapour).
En 1996, le principal point d'entrée était Jakarta (31 %), suivi de Denpasar (24 %) et Batam (21 %).
|                  | Jakarta Soekarno-Hatta | Denpasar Ngurah Rai | Batam Sekupang | Autres    | Total     |
| ---------------- | ---------------------- | ------------------- | -------------- | --------- | --------- |
| 1996             | 1 566 000              | 1 195 000           | 1 048 000      | 1 226 000 | 5 034 000 |
| 2005             | 1 105 000              | 1 455 000           | 1 025 000      | 1 417 000 | 5 002 000 |
| 2005 pourcentage | 22,1 %                 | 29,1 %              | 20,5 %         | 28,3 %    |           |

L'évolution observée pour la place respective de Jakarta, capitale et principal centre économique de l'Indonésie, et Bali, principal centre touristique, peut s'expliquer par le fait que l'Indonésie attire moins d'hommes d'affaires étrangers depuis la crise de 1997.

## Quelques points d'intérêt

### Sulawesiet îles voisines
- Archéologie : grottes de Leang-Leang
- Cultures traditionnelle : pays Bugis, pays Toraja
- Îles Sangir et Talaud
- Plages : Bira
- Plongée : parcs nationaux marins de Bunaken, Taka Bonerate et Wakatobi, îles Togian
- Autres parcs nationaux : Bantimurung, Lore Lindu, Bogani Nani Wartabone, Tangkoko
- Lacs : Poso, Tempe
- Villes : Gorontalo

### Java et îles voisines

#### JakartaetJava occidental

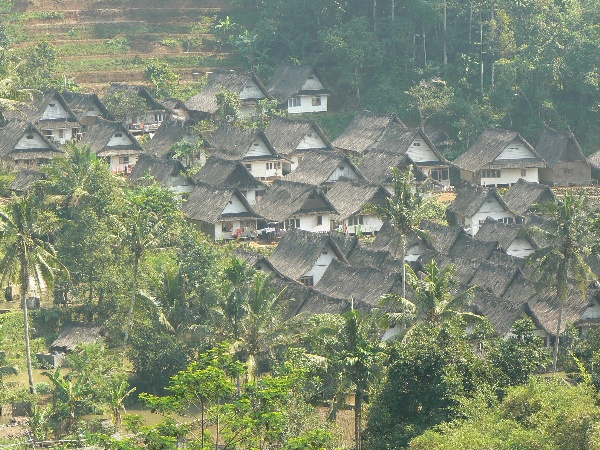
Le village coutumier de Kampung Naga

- Anciennes villes princière : Cirebon (trois cours princières vivantes), Sumedang (musée des princes sundanais)
- Archéologie : Banten (ruines de l'ancien sultanat de Banten, sites de Batujaya et Cibuaya (Ve–VIIIe siècle, est de Jakarta), temple de Cangkuang (VIIIe siècle, sud-est de Bandung
- Parc national marin : Mille Îles
- Autres parcs nationaux : Ujung Kulon (pointe ouest de Java)
- Plages : Carita (côte est de Java), Hiu et Pelabuhan Ratu (côte sud)
- Villages coutumiers : Ciptagelar, Cikondang, Dukuh, Kuta, Kampung Naga
- Volcans : Galunggung, Krakatau, Papandayan (sud-est de Bandung)

#### Java centraletYogyakarta
- Anciennes villes royales : Surakarta, Yogyakarta
- Archéologie : Site des premiers hommes de Sangiran, temples de Borobudur et Prambanan, temples du plateau de Dieng, église Gereja Ayam
- Parc national marin : Îles Karimun Jawa
- Plages : Baron, Krakal, Pangandaran, Popoh

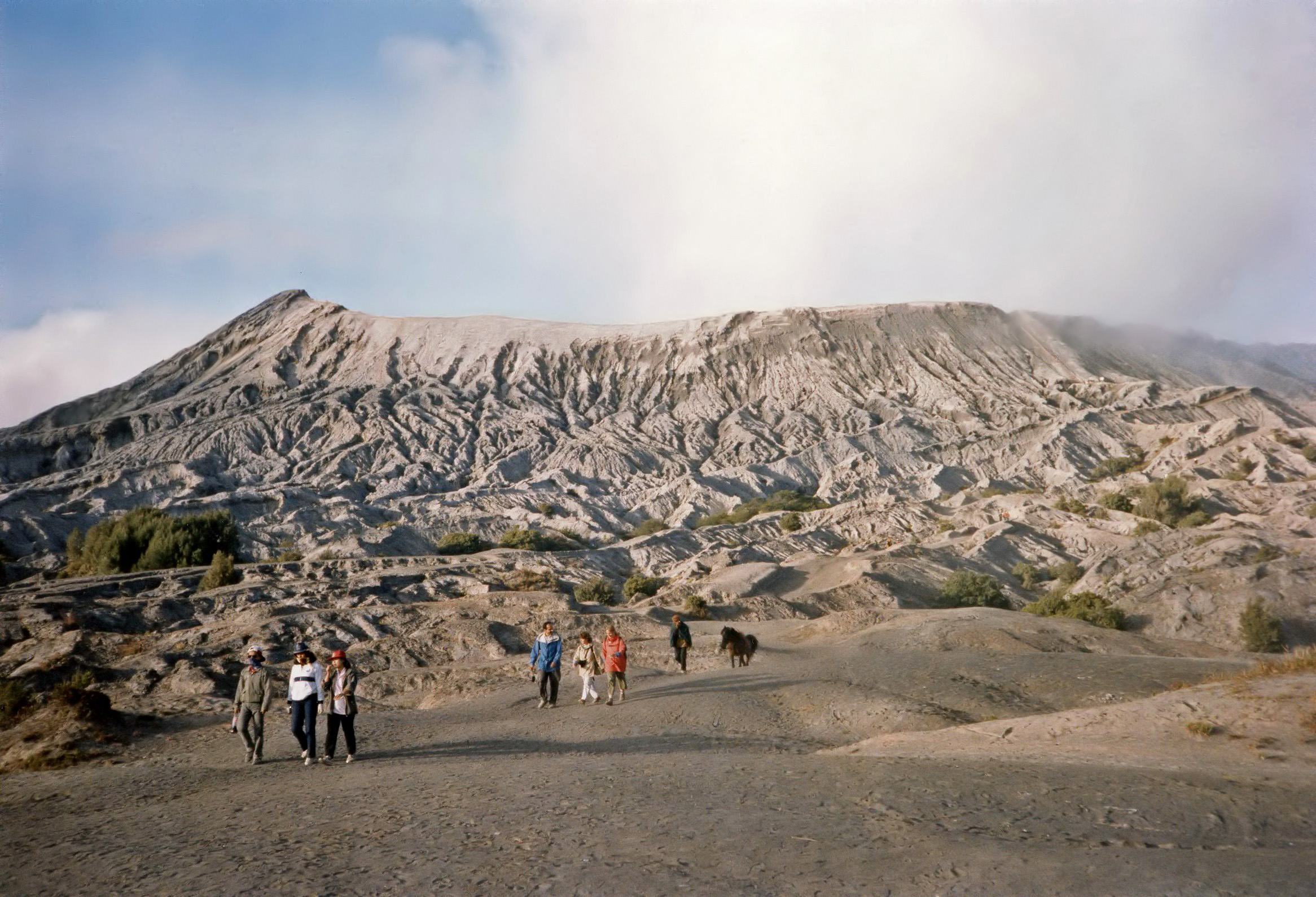
Volcan Bromo

- Volcans : Merapi

#### Java orientaletMadura
- Archéologie : Trowulan (ruines de la capitale du royaume de Majapahit), temples de Panataran, du mont Penanggungan, de Singosari
- Îles pittoresques : Bawean, îles Kangean
- Parcs nationaux : Baluran, île de Sempu
- Plages : Balekambang, péninsule de Blambangan, Prigi
- Volcans : Bromo, Semeru, Ijen

### Kalimantanet îles voisines
- Parcs nationaux : Berau, Gunung Palung, Kutai
- Plongée : îles Derawan
- Villes : Banjarmasin (Kalimantan du Sud, ancien sultanat, ville sur pilotis), Pontianak (Kalimantan occidental, ancien sultanat), Tenggarong (Kalimantan oriental, ancien royaume de Kutai)

### Moluqueset îles voisines
- Archéologie : Ternate, Tidore
- Îles Banda

### Nouvelle-Guinée occidentaleet îles voisines
- Île de Biak
- Îles Raja Ampat
- Îles de Sorong
- Parcs nationaux : golfe de Bintuni, golfe de Cenderawasih, parc national de Lorentz

### PetitesÎles de la Sonde

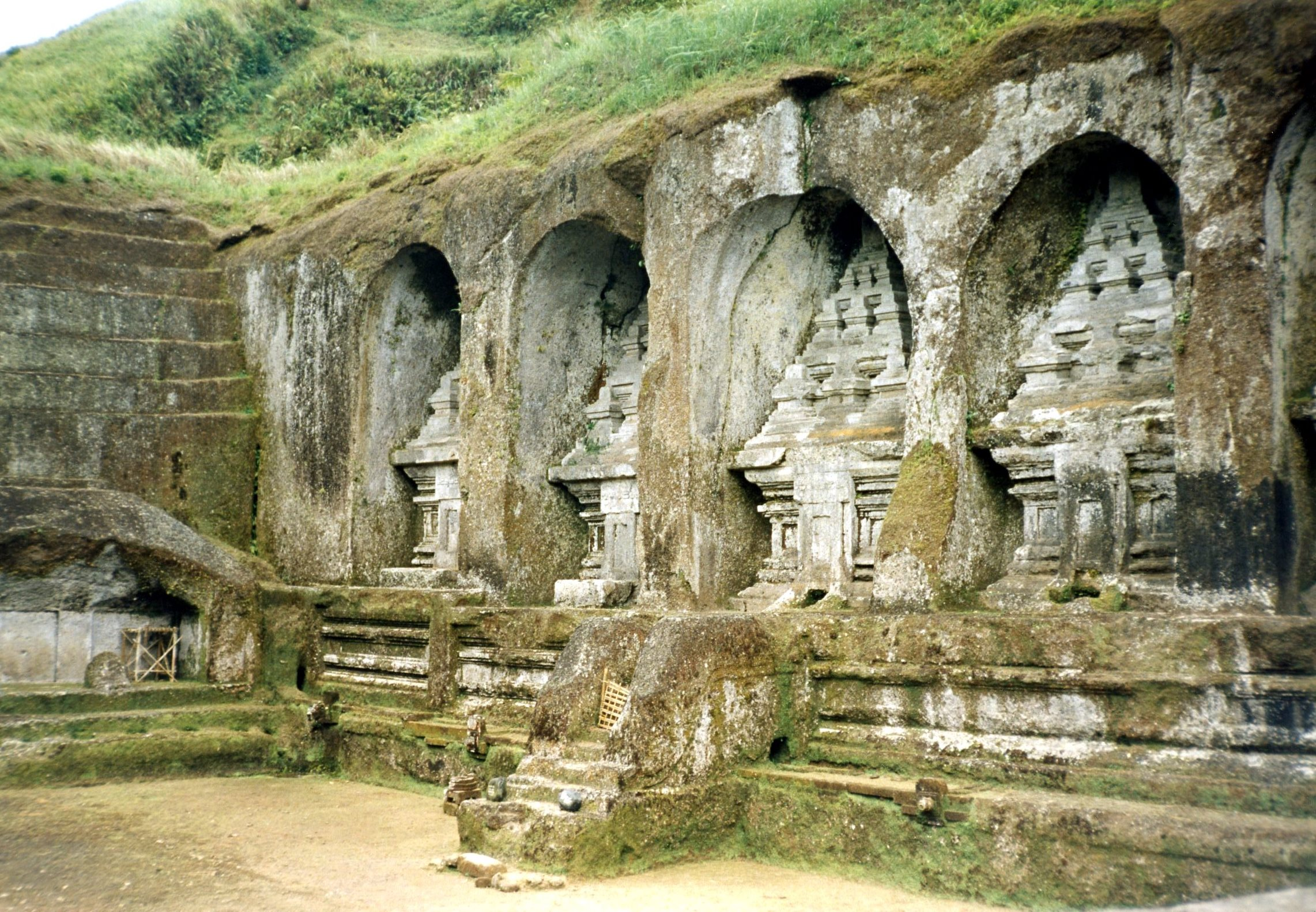
Gunung Kawi

#### Bali
- Archéologie : grotte de Gua Gajah, "Lune de Pejeng"
- Lac : Batur, Bedugul
- Constructions historiques : Klungkung
- Temples : Besakih, Uluwatu
- Villages coutumiers : Bugbug, Tenganan, Trunyan
- Volcans : Batukarau, Batur, Agung
- Spectacles traditionnels: Kecak, Legong

#### Florès
- Parc national de Kelimutu

#### Lomboket îles voisines
- Îles Gili
- Plages : Kuta, Mawun, Selong Blanak, Tambah

#### Sumbawa
- Parcs nationaux : Komodo, Moyo

#### Autres Petites Îles de la Sonde
- Îles Alor
- Îles Babar

### Sumatra et îles voisines

#### AcehetSumatra du Nord

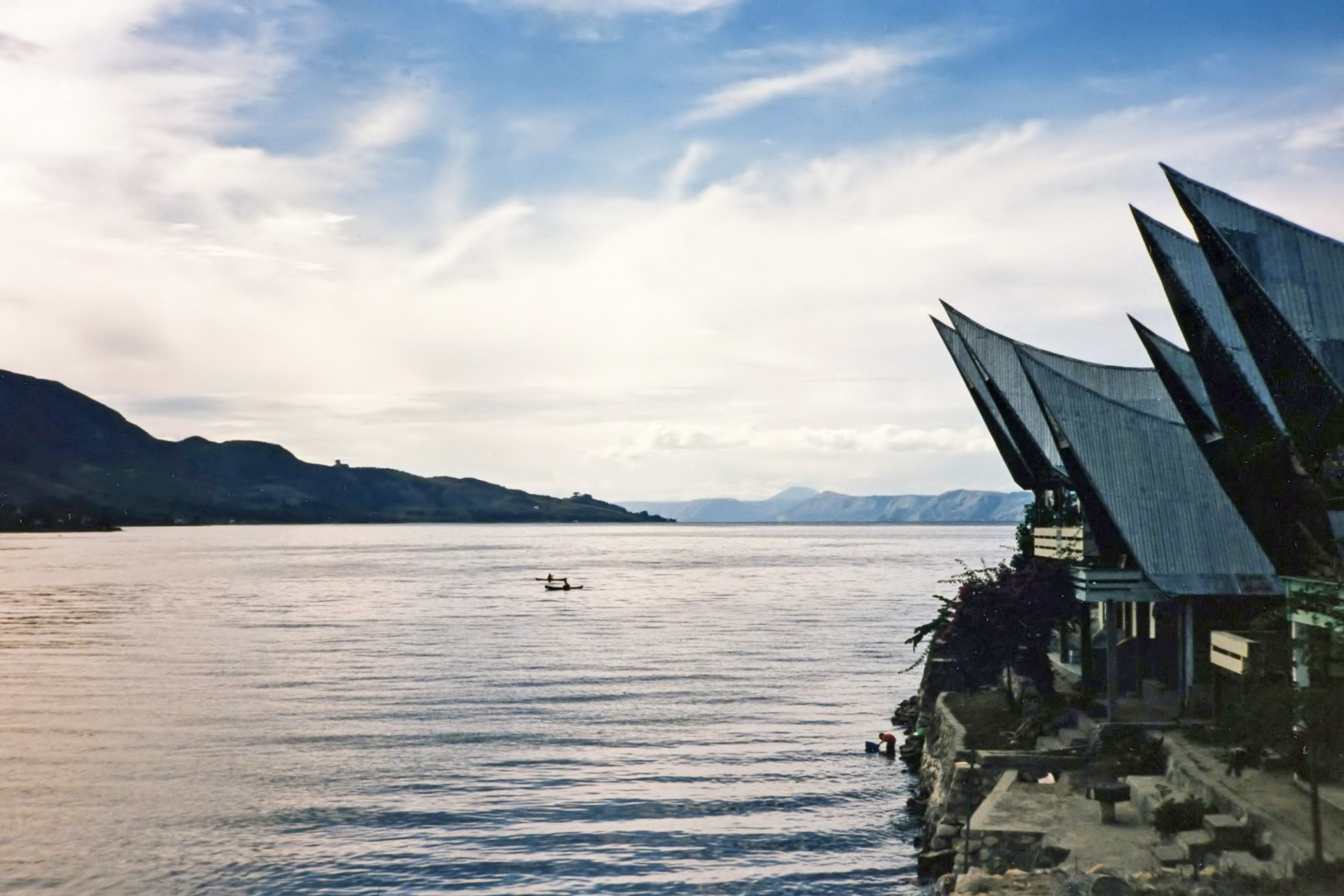
Lac Toba

- Archéologie : temple de Portibi (culte de Shiva Bhairava)
- côte ouest (du nord au sud)
  - Banda Aceh, Calang, Meulaboh, Tapaktuan, Singkilbaru, Sibolga, Airbangis,
  - Île de Simeulue, Sinabang, autres îles : Tuangku, Bangkaru, Lasia ,
  - Île de Nias, Gunungsitgli, Telukdalem, Hilkoya, Sirombu, Hiligen, Lahewa, île Musala,
  - îles Pini, Tanahmasa, Tanahbala, Imuk,
- côte nord : Banda Aceh, Sigli, Bireuen, Lhokseumawe, Peureulak, Langsa,
- côte est : Langsa (au nord), Kualasimpang, Pangkalanbrandan, Tanjungpura, Belaan, Médan, Baungan, Tebingtinggi, Labuhanruku, Kisaran, Teluknibung, Tanjungbalai, Labuhanbilik (au sud),
- Lac Toba
- Parcs nationaux : Batang Gadis, Gunung Leuser
- Plongée : île de Weh
- Surf : îles Banyak, îles Batu
- Musée du tsunami à Aceh

#### Jambi,RiauetSumatra occidental
- Archéologie : temple de Muara Jambi (XIIIe siècle, hindouiste), temple de Muara Takus (bouddhique)
- côte ouest : Bukittinggi (nord), Padangpanjang, Pariaman, Padang, Telukbayur, Painan, Mukomuko, Bengkulu, Bintuhan, Krui, Kotaagung, Bandar Lampung (sud),
  - Îles Mentawai
  - îles Siberut, Masokut, Karangmajat...
  - îles Sipura, Siburu, Pototogat, Siduamata...
  - îles Pagai nord, Pagai sud, Taitaitanopo, Sanding, Mega,
- côte est : Tanjungbalai (nord), Bagansiapiapi, Bengkalis, Bukauheni, Bandar Lampung (sud),
  - îles Alang Besar, Rupat, Bengkalis, Padang, Rangsang, Tebingtinggi, Tupang, Lebu, Serapung, Mendol, Kundur, Ungar, Karimun...
  - archipel des îles Riau : Bintan, Batam, Rempang, Galang, Burung, Durai, Durian, Sugibawah, Combol, Citlim, Batami...
  - archipel Lingga : îles Singkep, Lingga, Bakung, Cempah, Bijaya, Sebangka, Kentar, Batang, Bengku, Temiang, Mesanak...
  - île Bangka : Muntok, Pangkal Pinang, îles Lepar, Burung, Kelapan, Liat...
- Îles Natuna
- Lac Maninjau
- Lac Singkarak
- Parcs nationaux : Siberut
- Plages : île de Cubadak, île de Rupat, Tiku

#### Bengkulu,LampungetSumatra du Sud
- Archéologie : Bengkulu (Fort Marlborough), Palembang (ruines de Sriwijaya, ancien sultanat), plateau de Pasemah (mégalithes, statues)
- Île d'Enggano
- Parc national d'Ujung Kulon : îles Tabuan, Legundi, Sertung, Sebesi, Krakatau, Rakatakecil, Sebuku,
- Parcs nationaux : Bukit Barisan Selatan, Kerinci Seblat

## L'image de l'Indonésie
La crise économique de 1997 et les émeutes de Jakarta de mai 1998 ont mis l’Indonésie sur le devant de la scène internationale. Elles ont abouti à la démission, le 21 mai 1998, du président Soeharto, au pouvoir depuis 1965.
En 1999 se tiennent les premières élections démocratiques depuis 1955. Le nouveau président, Abdurrahman Wahid, dirigeant de la grande organisation socio-culturelle musulmane Nahdlatul Ulama, est un intellectuel ouvert sur son temps. Il a traduit Sartre en indonésien, son livre préféré est My Name is Asher Lev de l’écrivain américain Chaim Potok, et sa chanteuse préférée est Janis Joplin. Humaniste, Gus Dur s’efforce de résoudre les différents conflits qui traversent l’archipel. En 2000, il rebaptise solennellement «Papouasie» la province d’Irian Jaya (Nouvelle-Guinée indonésienne), reconnaissant ainsi l’identité papoue. Cible d’une campagne de discrédit menée par différents milieux hostiles aux réformes, Gus Dur est destitué par le parlement en 2001. 
Sa vice-présidente, Megawati Soekarnoputri, très populaire, devient présidente. Durant sa présidence, le parlement adopte d’importants amendements à la constitution, supprimant les sièges réservés d’office à des membres des forces armées et introduisant l’élection au suffrage direct du président de la République, jusque-là élu par le parlement. Ce même parlement refuse en outre une proposition d’amendement comportant une référence à la sharia. C’est également sous Megawati que sont signés en 2002 les accords dits « de Malino », qui réunissent les protagonistes du conflit aux Moluques.
Aux élections présidentielles de 2004, Susilo Bambang Yudhoyono, homme à la réputation d’honnêteté et d’ouverture, est élu largement au second tour.
Le séisme du 26 décembre 2004 dans l'océan Indien créera une situation nouvelle en Aceh. Un cessez-le-feu s’établit entre l’armée indonésienne et le mouvement indépendantiste Gerakan Aceh Merdeka (GAM) pour permettre l’acheminement de l’aide aux victimes. Des discussions sont engagées entre les deux parties. Le 15 août 2005, elles signent à Helsinki un accord de paix qui met fin à un conflit qui a fait plus de 15 000 morts depuis 1976. En décembre 2006 se tiennent les premières élections régionales en Aceh. Irwandi Yusuf, un membre du GAM, est élu gouverneur de la province. Une activité touristique s'est développée à Aceh autour de la mémoire du tsunami, notamment le Musée du tsunami et un bateau de pêche projeté à plusieurs kilomètres de la mer, et qui avait sauvé la vie à 59 personnes qui avaient pu se hisser dessus. Des anciens rebelles GAM font également visiter leurs anciens camps. En 2013, 1,2 million de touristes, dont 42 000 étrangers, ont visité la province, qui reste soumise à l'observance de la charia.
En 2006, l’Indonésie est devenue membre du nouveau Conseil des Nations unies pour les Droits de l’Homme. Elle a également signé l’International Covenant on Civil and Political Rights et l’International Covenant on Economic, Social and Cultural Rights. L’Indonésie souhaite désormais être considérée par la communauté internationale comme un pays respectueux des droits de l’Homme.  
L’Indonésie est une nation formée de populations diverses sur le plan linguistique, culturel et religieux. La compagnie aérienne nationale s’appelle Garuda Indonesia, du nom du roi des oiseaux de la mythologie hindoue et une des montures du dieu Vishnou. Son héritage de croyances et de rites traditionnels est une des beautés de l’Indonésie.
Sur le plan économique, l’Indonésie semble s’être remise de la crise financière asiatique de 1997. En 1998, le produit intérieur brut (PIB) avait baissé de plus de 13 %. L’Indonésie était de loin le pays le plus brutalement frappé parmi les différents pays asiatiques touchés par la crise. Le pays renoue avec la croissance en 2000 avec un taux de près de 5 %. La confiance des investisseurs, notamment étrangers, revient. Le taux de croissance était de 6,3 % en 2007.
L’Indonésie est aujourd’hui une nation qui s’efforce de construire une démocratie, avec toutes les difficultés liées à l’héritage du régime Soeharto. Le développement économique est un facteur fondamental dans la construction de cette démocratie. Le tourisme peut être un élément moteur de ce développement. Avec ses nombreuses plages, ses monuments, sa nature, la richesse de ses traditions culturelles, l’Indonésie est un trésor encore peu connu, qui mérite d'être découvert avec respect et précaution.

## Quelques guides touristiques sur l'Indonésie
- (en) Bill Dalton, Indonesia, Hong Kong, Odyssey Books & Guides, 2003, 3e éd., 412 p., 21 cm (ISBN 978-962-217-615-7, OCLC 40339962)
- Anne Gouyon, Bali : Voyager autrement, à la rencontre de la nature et des peuples, Pages du Monde, coll. « The natural guide », 2005, 447 p., 19 cm (ISBN 978-2-915867-00-8, OCLC 470474276)
- (en) David Henley, Indonesia : Sumatra, Java, Bali, Lombok, Sulawesi, Munich, Nelles Guides, 2000, 3e éd., 256 p., 18 cm (ISBN 978-3-88618-085-1, OCLC 45566256)
- Patrick Witton (trad. de l'anglais), Indonésie, Paris, Lonely Planet, 2013, 5e éd., 816 p., 20 cm (ISBN 978-2-8161-3368-4)